# 2203 ван Рейн
2203 ван Рейн (2203 van Rhijn) — астероїд головного поясу, відкритий 28 вересня 1935 року.
Тіссеранів параметр щодо Юпітера — 3,193.